# Avenue de Paris (Saint-Mandé et Vincennes)
Pour les articles homonymes, voir Avenue de Paris.
L'avenue de Paris est une voie majoritairement située à Vincennes et limitrophe avec Saint-Mandé dans sa moitié ouest et avec Paris pour une portion de 60 mètres à son extrémité est.

## Situation et accès
L'avenue de Paris, orientée sensiblement est-ouest, est située dans le prolongement de l'avenue de Nogent qui traverse le nord du bois de Vincennes à l'est et dans celui de l'avenue Gallieni, court prolongement de l'avenue de la Porte-de-Vincennes et du cours de Vincennes de part et d'autre de la porte de Vincennes à l'ouest. Totalement rectiligne, elle mesure 1 565 mètres de longueur pour une largeur de 25 mètres.
Commençant à l'est au niveau de l'intersection formée par le cours Marigny au nord et celui des Maréchaux au sud, la moitié nord de la voie est situé sur la commune de Vincennes tandis que sa moitié sud l'est sur celle de Paris sur une longueur de 60 mètres. À la hauteur de la rue Raymond-du-Temple au nord et de l'angle nord-est du mur de contrescarpe des douves du château de Vincennes au sud, l'avenue est située intégralement sur le territoire communal de Vincennes sur une longueur de 720 mètres. Elle longe alors au nord le centre-ville de Vincennes et au sud son château puis le quartier des Vignerons. Au droit de la place Bérault située au nord, la voie marque sur 710 mètres la limite communale entre Vincennes au nord et Saint-Mandé au sud. Elle longe l'hôpital d'instruction des armées Bégin et les sièges de l'Institut national de l'information géographique et forestière et de Météo-France au sud. L'avenue recoupe ensuite les voies du RER A qui passent sous l'avenue et qui sont partiellement couvertes par le jardin Alexandra-David-Néel au sud. À son extrémité ouest, sur une distance de 75 mètres, l'avenue de Paris est intégralement située sur la commune de Saint-Mandé jusqu'à la place du Général-Leclerc, au carrefour de l'avenue Joffre au nord et de celle du Général-de-Gaulle au sud.

## Toponymie
La voie doit son nom au fait qu'elle mène à Paris en venant de l'est.

## Histoire
L'avenue est créée par Louis XIV en 1660 lors d'un réaménagement du bois de Vincennes comme chaussée bordée d'une double rangée d'ormes aboutissant à l'Arc-de-triomphe du Trône.
L'avenue nommée « Grand-Cours » ou le « promenoir de Vincennes » était une promenade mondaine à partir du milieu XVIIIe siècle. Jean-Jacques Rousseau l'empruntait pour aller rendre visite à Diderot enfermé au donjon du château de Vincennes :

« Cette année 1749 fut une chaleur excessive. On compte deux lieues de Paris à Vincennes. Peu en état de payer des fiacres, à deux heures de l’après-midi, j’allais à pied quand j’étais seul, et j’allais vite pour arriver plus tôt. Les arbres de la route, toujours élagués à la mode du pays, ne donnaient presque aucune ombre »

Il  a eu à cet endroit  l'illumination qui l'amènera à écrire, sans doute avec l'aide de Diderot, son Discours sur les sciences et les arts. 
Le 22 septembre 1859 est ouverte la ligne de Paris-Bastille à Marles-en-Brie, dans un premier temps sur sa première section au départ de la capitale jusqu'à La Varenne - Chennevières. Entre les gares de Saint-Mandé et de Vincennes, l'avenue de Paris franchit alors par un pont les voies situées en tranchées. La désaffection de cette ligne après la Seconde Guerre mondiale entraîne son intégration au RER A en 1969, l'infrastructure au niveau de l'avenue de Paris — tranchée et pont — étant conservée à l'identique — seul le jardin Alexandra-David-Néel viendra couvrir les voies située au sud de l'avenue au début des années 2000.
De la seconde moitié du XIXe siècle au début du XXe siècle, le réseau de tramway se développe et l'avenue de Paris devient alors un axe majeur structurant le réseau dans l'est parisien, accueillant plusieurs lignes sur tout ou partie de sa longueur. La porte de Vincennes constitue alors un pôle d'échanges entre le réseau intra-muros et les lignes en partance pour les bords de Marne. 

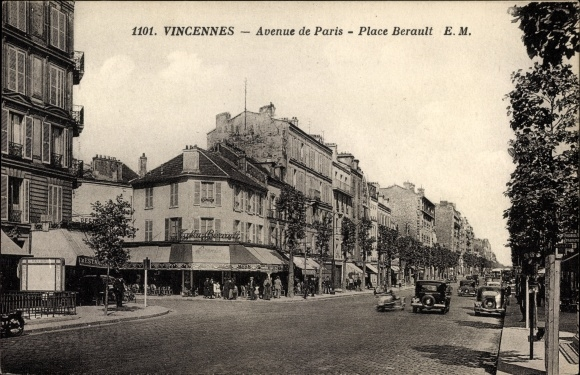
Ancienne carte postale de l'avenue de Paris en direction de l'est au niveau de la place Bérault (à gauche).

Le 1er avril 1918, durant la Première Guerre mondiale, le no 145 est touché lors d'un raid effectué par des avions allemands.
Le 24 mars 1934, le prolongement à l'est au-delà de la station Porte de Vincennes de la ligne 1 du métro est mis en service. Trois stations, Saint-Mandé, Bérault et Château de Vincennes — le nouveau terminus —, sont ouvertes après des mois de travaux sous l'avenue. L'intégralité de la longueur de l'avenue de Paris est alors parcourue en souterrain par le métro. Cette extension du métro en-dehors de Paris entraîne la fermeture progressive de plusieurs lignes de tramway empruntant l'avenue de Paris dont la dernière le 18 mars 1935, la no 118 de la STCRP reliant la place de la République à Villemomble via la place de la Nation et Vincennes.

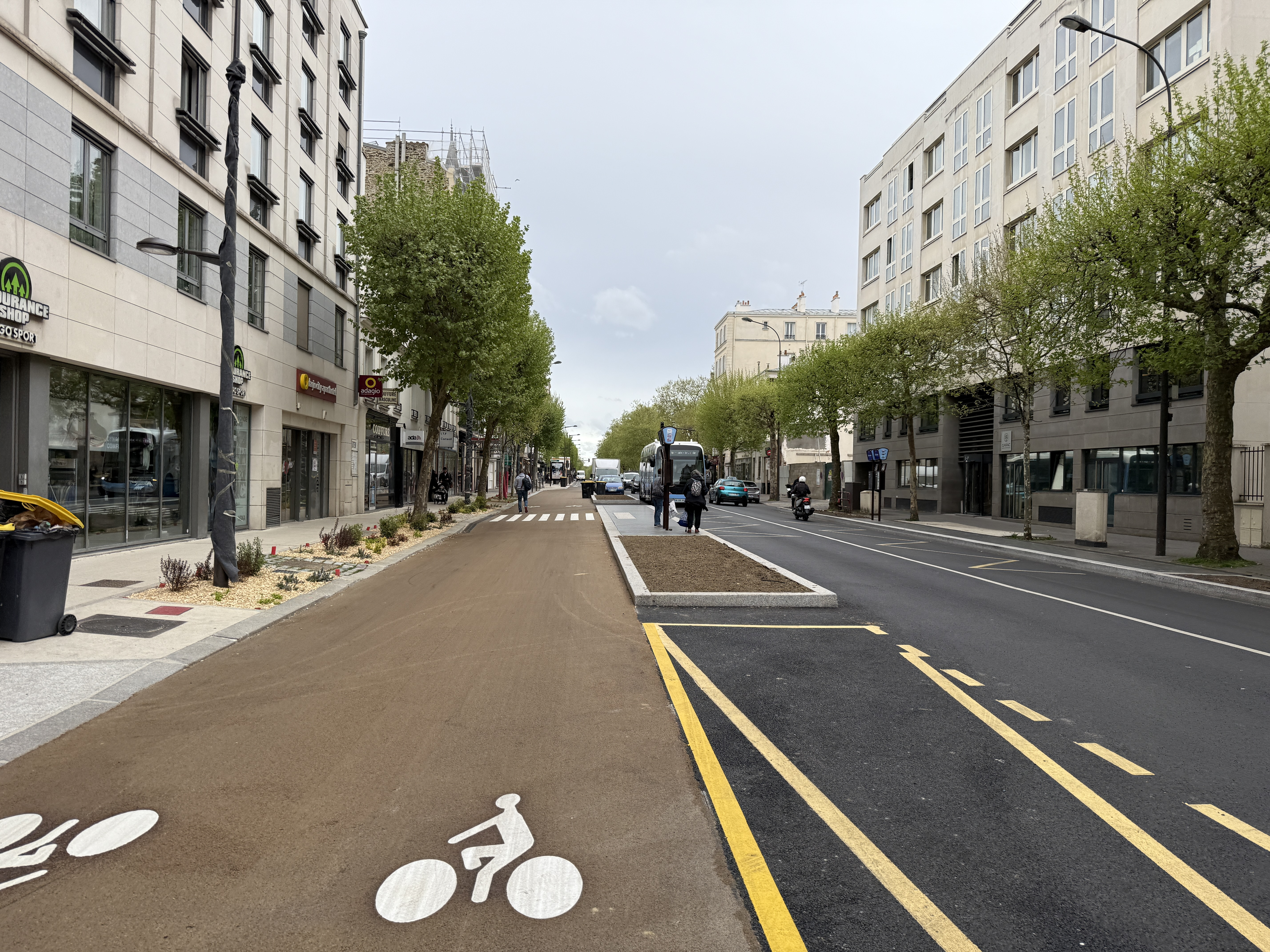
L'avenue avec la piste cyclable permanente en 2025.

En 2020, en lien avec la pandémie de Covid-19, l'avenue de Paris accueille une « coronapiste » par suppression d'une des deux voies de circulation automobile dans chaque sens. Cet aménagement fait l'objet d'un projet de pérennisation par son intégration à un réseau de pistes et de bandes cyclables régionales calquées sur le réseau de RER, appelé « RER Vélo » et initié avant la pandémie en 2019 par le collectif Vélo Île-de-France. Cette piste temporaire est supprimée en 2025 et remplacée par une voie cyclable bidirectionnelle sur la partie nord de la voie.